# Koni Djodjo
Koni Djodjo je maleni gradić na otoku Anjouan na Komorima. To je 12. po veličini grad na Komorima i 10. na Anjouanu.